# Alfredo Lim
Alfredo Lim Siojo (Tondó, Manila, 21 de diciembre de 1929-Ib., 8 de agosto de 2020) fue un político y oficial de policía filipino que sirvió como Senador de la República de Filipinas de 2004 a 2007 y como alcalde de Manila en dos ocasiones: la primera de 1992 a 1998 y la segunda de 2007 a 2013.

## Carrera
Antes de entrar en la política, Lim sirvió como agente policía durante tres décadas. Durante la administración de la presidenta Corazón Aquino fue nombrado director de la Oficina Nacional de Investigación, cargo que ocupó de 1989 a 1992. Ese año fue elegido alcalde de Manila, sirviendo por dos períodos consecutivos. Posteriormente se presentó sin éxito a la presidencia en 1998. Dos años más tarde fue nombrado por el presidente Joseph Estrada como secretario del Departamento del Interior y de Administración Local.
En 2001 se presentó de nuevo a la alcaldía de Manila pero perdió ante el entonces presidente de la república, Lito Atienza. En las elecciones de 2004 se presentó a senador y resultó elegido. A los tres años de su mandato en el senado, renunció para presentarse como candidato nuevamente a la alcaldía de Manila, donde cumplió dos mandatos consecutivos de 2007 a 2013. En las siguientes elecciones fue derrotado por el expresidente Estrada. En 2019, tanto Lim como Estrada perdieron las elecciones de alcalde contra Isko Moreno.
Debido a su dura postura contra los presuntos criminales, Lim se ganó el apodo de "Harry el sucio" en alusión al personaje interpretado por Clint Eastwood en varias películas.

### Fallecimiento
Falleció el 8 de agosto de 2020 a los 90 años, por complicaciones con la enfermedad ocasionada por el COVID-19. Previamente estuvo confinado en un hospital en Manila la capital filipina.